# Галла Василь Васильович
Василь Васильович Галла 15 серпня 1904, село Малий Янісоль (тепер Малоянисоль Нікольського району Донецької області),— † 9 лютого 1938) — румейський поет і перекладач.

## Біографічна канва
Народився в селянській родині, до 1920 навчався в малоянісольській школі. Брав активну участь у громадському житті рідного села. Від 1921 працював у сільраді, а також у сільбуді. 1929 року очолив ініціативну групу зі створення колгоспу «Шлях до соціалізму» (за іншими відомостями — «Шлях до комунізму»), де потім працював рядовим колгоспником.
Дійсну службу в Червоній армії проходив у Святогірську, був найкращим снайпером полку. В період від 1932 до 1937 був депутатом і секретарем місцевої селищної ради, членом правління колгоспу, кореспондентом маріупольської румейської газети «Колехтивістис», а наприкінці життя, аж до арешту 24 грудня 1937 року — бухгалтером (рахівником) сільської школи.
У листопаді 1933 року був (разом із Амфіктіоном Димітріу та Георгієм Костоправом) делегатом Вседонецького з'їзду пролетарських письменників.
Був одружений, мав четверо дітей — доньку Клавдію та трьох синів: Леоніда, Олександра та Івана.
Розстріляний за безпідставним обвинуваченням, реабілітований 1958 року (або, за іншими відомостями, 1960).

## Творчий доробок
Почав віршувати шістнадцятилітнім, у 1921 році, спочатку російською мовою, потім перейшов на румейську. Один з найвідоміших творів російською, «Письмо из Красной Армии», написав під час служби у війську (опубліковано його пізніше, 1935 року, в журналі «Литературный Донбасс», № 2). Вірш побудовано як лист поета-червоноармійця до дівчини — бригадира тракторної бригади. Цілком у дусі офіційної ідеології поет оспівує радощі життя в радянському колгоспі й міць Червоної армії. Перший вірш Галли румейською мовою було надруковано в серпні 1932 в «Колехтивістисі». Того ж року він став членом румейського літературного угруповання, очолюваного Георгієм Костоправом, з яким його пов'язувала міцна дружба. Від того часу твори Галли постійно з'являлися і на літературних сторінках цієї газети, і в альманасі «Неотита».
Василю Галлі належить поема «Минуле». Серед його румейських віршів — «Хто переможе», «Повернення», «Агітлітак», «Матері», «Безсмертний», «Дві весни», «Тринадцять», «Бригадир Черкас», «Зустріч», «Ранок». Останній вірш у перекладі Георгія Костоправа було опубліковано російською мовою в журналі «Литературный Донбасс», № 7/8 за 1933 рік. Крім того, Галла писав віршовані фейлетони.
Галла був також перекладачем з російської на румейську: переклав вірш Павла Безпощадного «Слово шахтаря», казку Олександра Пушкіна «Про попа та робітника його Балду» і його ж повісті «Станційний наглядач» та «Трунар».
Українською мовою твори Василя Галли перекладали Михайло Чхан, Дмитро Демерджі, Василь Юхимович.